# خداحافظ، آقای چیپس (فیلم ۱۹۳۹)
«خداحافظ آقای چیپس» (انگلیسی: Goodbye, Mr. Chips) فیلمی در ژانر درام به کارگردانی سم وود است که در سال ۱۹۳۹ منتشر شد. از بازیگران آن می‌توان به رابرت دونات، گریر گارسون، جان میلز، پیتر گاثورن و جان لانگدن اشاره کرد.

## اسکار
| جایزه                                 | نتیجه    | نامزد                                           |
| ------------------------------------- | -------- | ----------------------------------------------- |
| جایزه اسکار بهترین فیلم               | نامزدشده | مترو گلدوین مایر (ویکتور ساویل، تهیه‌کننده)      |
| جایزه اسکار بهترین کارگردانی          | نامزدشده | سم وود                                          |
| جایزه اسکار بهترین بازیگر نقش اول مرد | برنده    | رابرت دونات                                     |
| جایزه اسکار بهترین بازیگر نقش اول زن  | نامزدشده | گریر گارسون                                     |
| جایزه اسکار بهترین فیلم‌نامه اقتباسی   | نامزدشده | رابرت سدریک شریف، Claudine West, Eric Maschwitz |
| جایزه اسکار بهترین تدوین فیلم         | نامزدشده | چارلز فرند                                      |
| جایزه اسکار بهترین صدابرداری          | نامزدشده | ای. دابلیو. واتکینز                             |